# شهرستان پوپ (مینه‌سوتا)
شهرستان پوپ، مینه‌سوتا (به انگلیسی: Pope County, Minnesota) شهرستانی در ایالات متحده آمریکا است که در مینه‌سوتا واقع شده‌است.